# Oreophryne jeffersoniana
Espèce
Synonymes
- Oreophryne darewskyi Mertens, 1965

Statut de conservation UICN

 LC  : Préoccupation mineure
Oreophryne jeffersoniana est une espèce d'amphibiens de la famille des Microhylidae.

## Répartition
Cette espèce est endémique des petites îles de la Sonde en Indonésie. Elle se rencontre jusqu'à 600 m d'altitude dans les îles de Sumbawa, de Rinca, de Komodo et la partie occidentale de Florès,.

## Description
Oreophryne jeffersoniana mesure entre 12 et 19 mm.

## Étymologie
Son nom d'espèce, jeffersoniana, lui a été donné en référence à Thomas Jefferson, troisième président des États-Unis et rédacteur d'une partie de la Déclaration d'indépendance.

## Publication originale
- Dunn, 1928 : Results of the Douglas Burden expedition to the island of Komodo. 4. Frogs from the East Indies. American Museum Novitates, no 315, p. 1-9 (texte intégral).